# Маляново-Нове
Маляново-Нове (пол. Malanowo Nowe) — село в Польщі, у гміні Мохово Серпецького повіту Мазовецького воєводства.
Населення — 92 особи (2011).
У 1975-1998 роках село належало до Плоцького воєводства.

## Демографія
Демографічна структура станом на 31 березня 2011 року:
|          | Загалом | Допрацездатний вік | Працездатний вік | Постпрацездатний вік |
| -------- | ------- | ------------------ | ---------------- | -------------------- |
| Чоловіки | 42      | 9                  | 27               | 6                    |
| Жінки    | 50      | 8                  | 28               | 14                   |
| Разом    | 92      | 17                 | 55               | 20                   |